# Pustelnik (gmina)
Pustelnik – dawna gmina wiejska istniejąca w latach 1952–1954 w woj. warszawskim (dzisiejsze woj. mazowieckie). Siedzibą gminy był Pustelnik (obecnie dzielnica Marek).
Gmina została utworzona w dniu 1 lipca 1952 roku w woj. warszawskim, w nowo przemianowanym powiecie wołomińskim, z części gmin Marki (Pustelnik i Struga) i Nieporęt (Augustów, Augustówek, Kąty Grodziskie, Kobiałka, Olesin i Wojdy-Mańki) z powiatu warszawskiego oraz z części gminy Radzymin (Nadma) w powiecie radzymińskim. W dniu powołania gmina składała się z 9 gromad: Augustów, Augustówek, Kąty Grodziskie, Kobiałka, Nadma, Olesin, Pustelnik, Struga i Wojdy-Mańki.
Gmina została zniesiona 29 września 1954 roku wraz z reformą wprowadzającą gromady w miejsce gmin. Jednostki nie przywrócono 1 stycznia 1973 roku po reaktywowaniu gmin.
Nie mylić z gminą Dębe Wielkie, której siedziba znajdowała się dawniej we wsi Pustelnik (innej).